# Nora Gjøen
Nora Neset Gjøen, née le 20 février 1992 à Bergen, est une footballeuse internationale norvégienne. Elle joue dans le club d'IL Sandviken au poste de gardienne de but.

## Biographie
Après avoir effectué ses premiers matchs avec les U15 et U17 de Norvège, Nora est victime fin 2007 d'un incendie dans la maison familiale. Elle doit sauter d'une fenêtre à 7m de hauteur pour échapper à l'incendie. Par chance, ses blessures sont relativement mineures. Elle reprendra les matchs avec l'équipe nationale des U16 le 23 août 2008.

### Parcours en club
Elle joue jusqu'en 2010 soit dans les équipes réserves, soit comme gardienne remplaçante, en particulier à Lillestrøm. C'est le 12 juin 2010 qu'elle fait ses débuts en Toppserien.
L'année suivante, elle quitte Oslo pour retourner à Bergen et signe une année en faveur de l'IL Sandviken. Le club termine 6e du championnat, soit son meilleur résultat depuis fort longtemps. A la fin de l'année 2012, elle annonce qu'elle passera le premier semestre de l'année 2013 à l'Université de Floride à Gainesville où elle jouera au sein de l'équipe universitaire. De retour en Norvège, elle joue pendant un mois et demi au Kolbotn IL, puis signe un nouveau contrat à Lillestrøm.
Le 24 novembre 2015, elle s'entend avec la direction de son club pour mettre un terme à son contrat. Elle traîne depuis deux ans une blessure à la hanche qui l'oblige à prendre du repos. De plus, la poursuite de ses études nécessite qu'elle prenne une pause.
En 2016, elle joue quelques matchs à partir de fin mai avec le club du Grei Kvinner Elite, évoluant en 1. divisjon (D2). 
En 2017, elle fait son grand retour parmi l'élite en signant de nouveau avec son ancien club d'IL Sandviken,.

### Parcours en équipe nationale
Après plusieurs sélections dans les différentes équipes de jeunes de Norvège, Nora se voit propulser gardienne titulaire lors de la Coupe du monde des moins de 20 ans 2012. La Norvège est éliminée sèchement en quart-de-finale par l'Allemagne (4-0), finaliste malheureux de l'édition 2012.
Elle reçoit sa première sélection en équipe première le 13 mars 2013, face à la Suède (match nul 2-2). Elle est convoquée au mois de juillet pour participer à l'Euro 2013 en tant que troisième gardienne. Silje Vesterbekkmo, la seconde gardienne, se blesse et Nora va donc devenir première remplaçante.

## Palmarès

### En sélection
- Finaliste du championnat d'Europe en 2013 avec l'équipe de Norvège

### En club
- Championne de Norvège en 2014 et 2015 avec Lillestrøm